# 方桥 (宁波桥梁)
方桥是浙江省宁波市奉化区一座桥梁。曾是五孔石拱桥。1901年（光绪二十七年）坍塌。
后经过筹款，1905年开工重建。1907年建成（光绪三十三年），为下承式弓挂钢桁梁平桥，有“四明第一桥”之称。因其结构与宁波灵桥类似，因而民间有“宁波老江桥（灵桥）模仿方桥”一说。 
2003年，方桥成为奉化区文物保护单位。2007年5月23日，方桥被一艘轮船所撞坍塌，2013年被撤销文物保护单位。

## 历史

### 清代
方桥坍塌后，经筹款，聘请外国工程师，于1905年6月25日（农历五月廿三）开工。1907年落成。桥长85.5米，宽6.02米，钢架总重87.5吨，桥面铺以木板。共费鹰洋70013.586元，小洋23346角，规银100两，钱53500文。

### 近现代
方桥被撞毁后，经筹款，于方桥街道长河路，用打捞的、原方桥的部分钢结构，建造一座小型的方桥。